# Heterocampa zayasi
Heterocampa zayasi is een vlinder uit de familie van de tandvlinders (Notodontidae). De wetenschappelijke naam van de soort is voor het eerst geldig gepubliceerd in 1959 door De la Torre y Callejas & Dalmau.